# Тебелеєшть
Тебелеєшть, Тебелеєшті (рум. Tăbălăiești) — село у повіті Васлуй в Румунії. Входить до складу комуни Бунешть-Аверешть.
Село розташоване на відстані 297 км на північний схід від Бухареста, 23 км на північний схід від Васлуя, 52 км на південний схід від Ясс, 148 км на північ від Галаца.

## Населення
За даними перепису населення 2002 року у селі проживали 247 осіб, усі — румуни. Усі жителі села рідною мовою назвали румунську.